# フェトラー島
フェトラー(Fetlar)はスコットランドシェトランド諸島のen:North Islesの１つである。主な集落は、観光案内所を兼ねたフェトラー・インタープリティヴ・センター(Fetlar Interpretive Centre)のある、南海岸のHoubieである。シェトランド諸島の中で4番目に大きい島であり、人口は61人(2011年の国勢調査)、人口密度は1平方キロメートルあたり1.5人、最高地点は北にあるVord Hill(標高158m)。

## 歴史
フェトラー島を特徴づける景観として、en:Funzie Girt(またはFunzie Girt Dyke、Finnigirt Dyke)という名で知られ中石器時代に遡る、島を横切る大きな壁がある。島を2方に明確に分断しており、ノース人が島の東西を分断したものとも言われている。

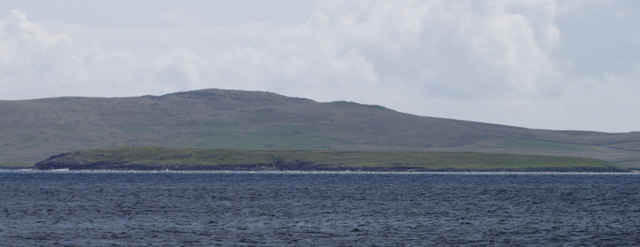
en:Urie Lingey(フェトラー島そばの小さな島)とその背後のフェトラー島

島のもう１つの見どころは、1820年頃にニコルソン家(en:Nicolson baronets)のアーサー・ニコルソン(Arthur Nicolson)によって建てられたゴシック・リヴァイヴァル建築の en:Brough Lodgeである。 (現在 Brough Lodge Trustによって修復が進められている。)
フェトラー・シープドッグ(Fetlar sheepdog)試験は毎年、例年は7月に行われる。
フェトラー・フォイ(Fetlar Foy)は一時非常に盛んで、シェトランド人たちや観光客たちが一緒になって楽しんでいた。 真夏にTresta(Houbieの西1km先)の海岸近くの草原で開催され、集まった人々は音楽や食べ物、飲み物を楽しんだ。
フェトラー島出身の最も有名な人物は、サー＝ウィリアム・チェイン(Sir William Watson Cheyne ) 準男爵(Bt)/王立協会フェロー(FRS)/王立外科医師会フェロー(FRCS)である。彼は 殺菌剤の草分けの一人であり、フェノールによる消毒法の開発者ジョゼフ・リスターと親交を持ち、キングス・カレッジ・ロンドンの外科の教授、および、イングランド王立外科医師会会長であり、多くの医療の書籍を執筆した。1908年に準男爵 (en:Cheyne baronets) となり、1917年から1922年までは大学選挙区(en:University constituency)のエディンバラ大学/セント・アンドリュース大学選挙区 (en:Edinburgh and St Andrews Universities (UK Parliament constituency) )次いでスコットランド大学連合選挙区 (Combined Scottish Universities)選出として国会議員を務めた他、1919年から1930年までオークニーおよびシェトランド諸島統監(en:Lord Lieutenant of Orkney and Shetland)であった。チェインは1932年にフェトラー島で亡くなった。

### 漁業と難破船
フェトラー島は漁業の長い伝統がある。
ギネス世界記録によると、1914年6月に海に流された最古のボトルメールが漁船 Copious 号の船長アンドリュー・リーパー(Andrew Leaper)によって2012年8月に発見された。ボトルの実物とリーパーの受賞した世界記録認定は、Fetlar Interpretative Centreに寄付されている。
フェトラー島の周辺には デンマーク、オランダ、ドイツ、イングランド、ソビエト連邦といった国際的な難破船が沈んでいる。

## 地理と地質
フェトラー島は地質学的には非常に複雑であり、変成斑れい岩・千枚岩・カオリナイトや、西で見られる片麻岩から構成される。蛇紋岩と凍石(en:steatite)もある。滑石はここに埋まっている。 
島の東は、シェトランド オフィオライトの複合体(隆起して海面上に露出した海洋性地殻(en:oceanic crust)とその下にあるマントル上層部の混合)の一部である。
フェトラー島はたくさんの小島に囲まれている。アンスト島との間にあたる北側は特に多く、en:Haaf Gruney、en:Sound Gruney、en:Urie Lingey、Uyeaなどがある。
西側は、Colgrave海峡(Colgrave Sound)によってen:Hascosay島およびイエル島と隔てられている。南側にはen:Out Skerries島とホエルセー島(en:Whalsay)がある。

## 語源
シェトランドにはケルト以前の未知の起源の名前を持つ、フェトラー島、アンスト島、イェル島の3つの島が存在する。これら3島の名前の最も初期の記録は 古ノルド語 に紐づけており、 Fetlar は fetill の複数形であり and means "肩ひも" 、 Omstr は麦わらの山" (corn-stack) であり、 í Ála は "深い窪み" (deep furrow) を意味する ál  から来ている、としている。しかしながら、これらの説は島名の起源として確実なものであるとは言いがたく、おそらくはノース人より前の言語の翻案とも考えられる。  
これはピクト語の可能性も考えられるが、明確な証拠はない。 
ハミッシュ・ハスウェル・スミス(Haswell-Smith)は、 "繁栄の島" (prosperous land) の意味、および、島の名前はFunzie Girtによる "紐でくくられた2つの島" を意味するかもしれない、としている。 
1490年に "Fötilør"として 、1654年には "Pheodor Oy" として記録されている。

## 野生の動植物
フェトラー島の野生生物は地理と同様変化に富んでいる。例えば、200種以上の野花が確認されている。また、高い土壌肥沃度の故に "シェトランドの庭" (The Garden of Shetland) と呼ばれている。
フェトラー島の北部は英国王立鳥類保護協会(en:RSPB)の自然保護区であり、クロトウゾクカモメやチュウシャクシギといった鳥の繁殖地がある。南部のLamb Hoga半島と北部の小島en:Haaf Gruneyには、ウミツバメ科の最大級の繁殖地がいくつかある。 
特にアカエリヒレアシシギは、島の東にあるFunzie湖(Loch of Funzie) がイギリスにおける最も重要な繁殖地であり、1990年代の一時はイギリス国内唯一の繁殖地であった。 
1960年代および1970年代初頭にはシロフクロウのつがいが繁殖していることで知られており、1980年代までは目撃されていた。(現在はいない。)

## 生活基盤
フェリーが島北西端のen:Hamars Nessとイエル島en:Gutcherおよびアンスト島ベルモント(Belmont)の間で毎日運行されている。新しい防波堤と洗濯施設がHamars Nessに追加され、2012年12月1日に公式に稼動開始した。
フェトラー島の通信塔は北緯 60°36'5.39"、西経 0°55'35.44" にある。
フェトラー島はDigital Scotlandによって超高速ブロードバンド(superfast broadband)の "評価対象"(Under Evaluation)になっている。

## 地域共同体の発展
フェトラー島開発会社(Fetlar Developments Ltd (FDL)は、保証有限会社(company limited by guarantee)かつ慈善団体(en:Charitable organization)であり、地域社会によって島の過疎化を阻止するため2008年に設立された。この当時は、2001年には86人だった人口が2009年初頭に48人まで落ち込んでいた。 
開発会社は、社会的および継続的の両点におけるこの島の持続可能な未来を確保するため努力を継続している。
2015年12月に始まった地域共同体風力発電(en:Community wind energy)プロジェクトにて、風力発電機3機の設置が進められている。

## 学校
2009年現在、7人の小学生と2人の保育園児が、Houbie近くのBaelaにあるフェトラー初等学校(Fetlar primary school)に在学している。